# Wydad Athletic Club
Il Wydad Athletic Club (in arabo: نادي الوداد الرياضي), meglio noto come Wydad AC, Wydad Casablanca o WAC è una società polisportiva marocchina con sede nella città di Casablanca. Fondata l'8 maggio 1937, milita nella Botola 1 Pro, la massima divisione del campionato marocchino di calcio. La parola "wydad" significa "amore" in lingua araba.
Primo club di calcio costituito soltanto da giocatori marocchini, è la squadra di calcio più titolata del paese, avendo vinto 22 campionati marocchini, 9 Coppe di Marocco e una Coppa dell'Indipendenza, in ambito nazionale. In campo internazionale si è aggiudicato 3 Coppe dei Campioni d'Africa/CAF Champions League, una Coppa delle Coppe d'Africa, una Supercoppa d'Africa, una Coppa dei Campioni afro-asiatica, una Champions League araba e una Supercoppa araba.
Gioca le partite casalinghe allo stadio Mohamed V di Casablanca (45 891 posti) e vive una forte rivalità con il Raja Casablanca, con cui disputa il derby di Casablanca.

## Storia

### Fondazione e primi passi (1937-1939)
La nascita del Wydad Athletic Club avviene durante la resistenza all'oppressione del protettorato francese del Marocco.
Prima dell'indipendenza Casablanca aveva un gran numero di piscine, per avere accesso alle quali si doveva far parte di un club, club che però erano stati creati ed erano gestiti da europei. Dal 1935-1936 anche i marocchini ebrei e musulmani poterono unirsi a questi club e usufruire delle piscine della città. Ben presto, però, il numero di marocchini che frequentavano queste piscine crebbe, il che suscitò negli europei il timore che i locali potessero appropriarsi dei club da loro creati. Così si pensò di costituire un club marocchino, in modo da consentire agli ebrei e musulmani di usufruire delle piscine della città. Da qui nacque l'idea di creare un club di nome Wydad, con l'obiettivo dichiarato di competere nella pallanuoto.
Non fu tutto facile nella storia del Wydad, perché, dopo aver ripetutamente presentato domanda di costituzione del club alle autorità francesi, le richieste rimasero per svariato tempo senza risposta. Quindi i dirigenti del Wydad, Haj Mohamed Benjelloun e il dottor haj Abdellatif Benjelloun Benjelloun, contattarono l'associazione franco-marocchina per cercare di risolvere il problema della registrazione del club. Così il generale Nogues intervenne personalmente per permettere la creazione del club Wydad, che fu concessa, ma a condizioni molto severe: la rimozione di qualsiasi riferimento a ideologie religiose e politiche e il rifiuto del razzismo (nei confronti dei francesi), l'equa distribuzione di 12 posti a sedere nel consiglio direttivo tra marocchini e francesi. Così, l'8 maggio 1937, per la prima volta in Marocco nacque un club marocchino fondato da marocchini.
I membri del primo comitato direttivo del Wydad erano Haj Mohamed Benjelloun (presidente), Maitre Mohamed Zarouk Mohamed Ben Lahsan, Haj Mohamed Ben Lahsan Benjelloun, Ralph Botbol, Charles Benchetrit, Lucien Bilikrinieu, Pierre André, Boravel, Crone Vivirel Mohamed Masson e il dottor haj Abdellatif Benjelloun Benjelloun, che doveva occuparsi della scrittura e della stesura dello statuto del club. Fu questi ad avere l'idea di redigere statuti generali e non specifici per il nuoto, in modo tale da creare sezioni aggiuntive per il club e farlo diventare una società polisportiva. Nel 1938 nacque la sezione cestistica e nel 1939 quella calcistica, sezioni che furono create da Haj Tounsi alias Père Jégo (padre Jégo).
Diverse versioni circolano circa l'origine del nome Wydad Casablanca. "Wydad" in arabo significa "amore" e ogni storico ha riportato una propria versione in merito. Quella proposta da Ahmed Lahrizi nel suo libro Wydad Volume 1 è la più diffusa e la più plausibile. Secondo la sua teoria, durante i frequenti incontri avvenuti tra i dirigenti prima della creazione del club, uno dei membri fondatori giunse in ritardo perché stava assistendo all'ultimo film dell'attrice e cantante egiziana Umm Kulthum, il cui titolo era Wydad, pellicola a cui si ispirarono i fondatori del club per denominare il neo-costituito sodalizio.

### L'apprendistato (1939-1947)
Il Wydad disputò la prima partita nel settembre del 1939 contro l'USM di Casablanca, perdendo per 2-1. Fu Lakhmiri l'autore del primo gol nella storia del club. Dopo la sospensione dell'attività calcistica dovuta alla seconda guerra mondiale, il Wydad vinse la Ligue du Chaouia e si laurea vice-campione del Marocco, vincendo poi la Supercoppa di Marocco grazie al 3-2 contro l'USM.
Nell'annata seguente prevalse in un gruppo di 9 squadre ed ebbe così accesso alle finali nazionali, dove esordì ai quarti di finale, battuto dall'Olympique de Khouribga per 1-0. La squadra vinse il Torneo Fête Mouloud, la Coupe Georges, il Torneo Fête Aïd Seghir e il Tournoi Fête du Trône.

### Il Wydad rullo compressore (1947-1956)
Dopo due stagioni in cui si era disputata solo la Coppa di Marocco, le autorità francesi, per ordine del regime di Vichy, decisero di ripristinare il campionato marocchino in piena guerra. Malgrado le ottime prestazioni del Wydad, le autorità francesi declassarono il club in seconda divisione. La squadra si aggiudicò il proprio girone e riuscì a sconfiggere per 1-0 nello spareggio l'Ittihad Ribati, ma la federazione impose la disputa di un ulteriore spareggio, a giocare a porte chiuse sul campo dell'Union Sportive de Meknès, compagine composta in maggioranza da non musulmani, al contrario del Wydad, durante il mese di ramadan. Grazie a un gol di Ben Messaoud segnato al 12º minuto di gioco, la squadra riuscì a salire in massima serie.
La stagione successiva vide il Wydad vincere lo Championnat Pré-Honneur, cioè lo Championnat Promotion della lega marocchina, passando dunque alla Division d'honneur. Classificatasi tra le prime tre del suo girone, si qualificò alla fase successiva, che iniziò dagli ottavi di finale contro l'USM, compagine già affrontata nella fase regionale. A prevalere fu l'USM per 2-0. Il confronto tra le due squadre si rinnovò nella finale di Coppa di Marocco, vinta per 1-0 sempre dall'USM. Il Wydad concluse la stagione con il titolo di Ligue du Chaouia, ricevuto dalle mani del principe ereditario Hassan II.
Nel 1943-1944 la squadra si fermò ai quarti di finale dopo essersi aggiudicata il terzo titolo di Ligue du Chaouia, oltre che il Torneo Nouvel An, competizione internazionale disputata in Algeria.
Anche nell'annata seguente vinse la Ligue du Chaouia (quarta volta nella sua storia) e poi si fece eliminare ai quarti di finale della fase nazionale del campionato.
Nel 1945-1946 si aggiudicò la Ligue du Chaouia per la quinta volta, la quarta consecutiva, con un totale di 62 punti, frutto di 19 vittorie, 2 pareggi e una sola sconfitta. Le finali nazionali furono chiuse poi al secondo posto, così come la Coppa di Marocco, a causa della sconfitta per 3-1 nella finale contro la storica rivale, l'USM.
Dal 1946-1947 non erano più previste le fasi regionali del campionato, preliminari alla fase nazionale. La stagione iniziò con la seconda vittoria nella Supercoppa di Marocco e fu caratterizzata dalla partecipazione alla Coppa del Nordafrica, dove il Wydad pareggiò in Tunisia contro l'US Tunisienne, ma fu eliminata al sesto turno. Il club vinse la Coupe du Chaouia e la Coupe Léopold Sauvaire (organizzata dal Petit marocain).
Nel 1947-1948 arrivò in finale guidata dal trio d'oro Chtouki-Abdesslam-Driss Champion e vinse per la prima volta il titolo marocchino, oltre a quello di campione del Nordafrica.
Nella stagione seguente il Wydad si aggiudicò ben sei trofei: la Supercoppa Toussaint, la Supercoppa del Nordafrica, il campionato marocchino, la Coppa dei Campioni del Nordafrica, la Coppa del Nordafrica e la Supercoppa di Marocco. Grazie ai successi fu incoronato miglior club del Nordafrica dall'Unione delle Leghe Calcistiche Nordafricane.
Nel 1949-1950 la squadra vinse tre trofei: la Supercoppa del Nordafrica, d'ufficio grazie ai due successi continentali, il campionato marocchino e la Coppa dei Campioni del Nordafrica (per la terza volta di fila).
Nel 1950-1951 furono messe in bacheca una nuova Supercoppa del Nordafrica (la terza consecutiva), un campionato marocchino (quarta volta di fila) e la Supercoppa di Marocco (quarta volta nella storia del club), ma saranno perse le finali del campionato del Nordafrica e la Coppa del Nordafrica.
Nel 1951-1952 il Wydad vinse per la prima volta la Coppa d'Apertura della Stagione, oltre a classificarsi al secondo posto in campionato, mentre nella Coppa del Nordafrica fu eliminata al primo turno. Nell'annata seguente il campionato marocchino fu chiuso al quarto posto, mentre la Coppa del Nordafrica fu conclusa con la sconfitta in finale.
Nel 1953-1954 il Wydad fu vice-campione del Marocco, mentre in Coppa del Nordafrica batté il Fédala per 7-0 e sconfisse per 3-1 l'ASPTT Casabanca, ma fu eliminato al primo turno.
Nel 1954-1955, ultima stagione agonistica sotto il controllo del protettorato francese, si chiuse con il quinto successo finale nel campionato marocchino a quota 50 punti in classifica, grazie a 11 vittorie, 6 pareggi e 5 sconfitte, 30 gol fatti e 18 subiti. Per la quinta volta il club prese dunque parte alla Coppa dei Campioni del Nordafrica, dove perse la finale per la seconda volta nella propria storia.
Con lo scoppio della guerra in Marocco, le competizioni sportive furono poi sospese. Il Wydad vinse la Coppa del 16 novembre, organizzata dai combattenti della resistenza marocchina e vinta contro il FUS di Rabat. Dopo questo successo, la federcalcio francese decise di invitare il Wydad, e altri club marocchini, a partecipare alla Coppa di Francia, in cui il Wydad sconfisse per 1-0 il Besançon, per poi cadere ai sedicesimi di finale contro il Saint-Étienne (2-1).
Nel 1956 il Wydad, in quanto detentore del titolo di campione del Marocco 1954-1955, fu scelto dalla Ligue du Maroc de Football Association (LMF), organizzazione che si occupava della gestione del calcio marocchino all'epoca del protettorato francese, per rappresentare il Marocco nelle competizioni africane. In Coppa del Nordafrica la squadra fu eliminata al primo turno, mentre la partita di Coppa dei Campioni del Nordafrica contro il GS Orléansville di Algeri non si giocò perché il principe ereditario Hassan II, presidente onorario del Wydad, si rifiutò di far giocare la squadra per boicottare la resistenza marocchina all'oppressione francese.

### Dopo l'indipendenza (1956-1960)
Il Marocco divenne uno stato indipendente nel 1956 e il Wydad ricevette il titolo onorifico di Carte de Résistant con il numero 1 dalle mani di sua maestà Mohammed V, sovrano del Marocco. Dopo la fine del protettorato francese del Marocco, la LMF fu sostituita dalla FRMF, la federcalcio del neonato stato marocchino.
Nel 1956-1957, prima della disputa del primo campionato nazionale, la FRMF organizzò la Coupe de l'Indépendance per festeggiare il ritorno del re. Il trofeo fu vinto dal Wydad, che divenne la squadra più titolata del Marocco e vinse anche la trentottesima edizione del campionato marocchino, la prima dopo l'indipendenza, prevalendo sul Kawkab de Marrakech. Nella stessa stagione il club giunse in finale di Coppa di Marocco contro il Mouloudia Club d'Oujda. Il match, in campo neutro, finì 1-1, alla presenza del re Mohammed V, del principe ereditario Hassan II e del fondatore del Wydad Mohamed Benjelloun Touimi. Al fischio finale si decise, con grande sportività, di donare la coppa al Mouloudia d'Oujda, che aveva segnato il primo gol dell'incontro.
Nel 1957-1958 il Wydad concluse il campionato al secondo posto con 69 punti, uno in meno del Kawkab de Marrakech. A causa del ritiro dell'USM de Casablanca dal campionato, il Wydad perse, da regolamento, i punti conquistati contro questa squadra. Perse anche la finale di Coppa di Marocco per 2-1 contro il Mouloudia d'Oujda.
Nel 1958-1959 fu l'Étoile de Casablanca a vincere il campionato, mentre il Wydad giunse secondo. In Coupe du Trône (la coppa nazionale) il Wydad fu eliminato agli ottavi di finale dal FAR de Rabat, poi vincitore del trofeo. Mustapha Khalfi del Wydad, autore di 21 gol, fu capocannoniere del campionato.
Nell'annata seguente il Wydad si classificò quarto, con un solo punto in meno rispetto alle tre squadre che la precedettero. In coppa fu eliminato ai quarti di finale dal Mouloudia d'Oujda.

### Anni sessanta
Il 1960-1961 vide il Wydad faticare in campionato, chiuso al settimo posto, anche se la squadra riuscì a battere per 2-1 il FAR de Rabat, vincitore del torneo. Nello stesso anno giunse in finale di Coppa di Marocco contro il Kénitra Athlétic Club: il 24 aprile 1960, allo Stade d'Honneur di Casablanca, fu sconfitto per 1-0. Sesto in campionato nella stagione seguente, fu eliminato in coppa agli ottavi di finale dal Mouloudia d'Ouejda (2-0). Nel 1962-1963 arrivarono il sesto posto in campionato e la semifinale in Copopa di Marocco, dove fu fatale la sconfitta contro il KAC Marrakech. Il sesto posto in campionato fu confermato l'anno dopo, mentre in Coupe du Trône la sconfitta giunse in finale contro il KAC Marrakech. Nel 1964-1965 il WAC finì quinto in campionato e fu eliminato ai quarti della coppa nazionale.
Nel 1965-1966, dopo l'arrivo del leggendario Abderrahman Mahjoub, il Wydad si laureò campione del Marocco per la settima volta nella propria storia, con 57 punti ottenuti. In Coupe du Maroc l'eliminazione giunse ai quarti di finale contro il MAS Fès. La squadra vinse dopo quindici anni la Supercoppa di Marocco grazie al successo contro il COD Meknès, detentore della coppa, allo Stade d'Honneur di Casablanca. Per la prima volta nella sua storia, il Wydad prese dunque parte alla Coppa Mohammed V, dove raggiunse il quarto posto, dopo la sconfitta per 2-0 contro il Real Madrid in semifinale.
La stagione 1966-1967 vide il WAC quarto in Botola ed eliminato ai quarti della Coupe du Maroc contro le Forze Armate Reali. Non andò bene la stagione seguente: ottavo posto in campionato ed eliminazione agli ottavi di coppa, ancora contro le Forze Armate Reali.
Nel 1968-1969 tornò al successo in campionato, conseguendo l'ottavo titolo con 73 punti (16 vittorie, 11 pareggi e 3 sconfitte), ma in Coppa di Marocco la squadra di Casablanca fu eliminata al secondo turno. Contro l'RS Settat (vincitore della coppa) il WAC vinse poi in casa la Supercoppa del Marocco, levata al cielo dal capitano Mohammed Sahraoui.

### Anni settanta e il ritorno al successo in coppa (1970-1979)
Nel 1969-1970, dopo 31 anni, il Wydad tornò a vincere la Coppa di Marocco sconfiggendo in finale l'RS Settat per 1-0. Grazie a ottimi giocatori quali Larbi Aherdane, Badou Zaki, Aziz Bouderbala, Petchou e Abdelmajid Shaita, negli anni settanta la squadra si aggiudicò tre titoli di fila dal 1975-1976 al 1977-1978, oltre a vincere la Coupe du Marche Verte nel 1974-1975, la Coupe Sacre nel 1977-1978 e 1978-1979 e la Coupe Mohammed V nel 1978-1979. 

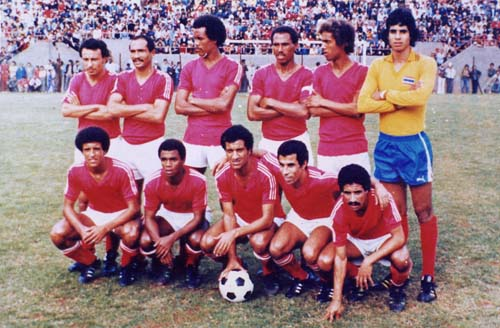
Il Wydad nel 1979.

### Anni ottanta: il rinnovamento
Nel 1979-1980 il Wydad concluse al secondo posto, a un solo punto dalla squadra campione, e vinse la coppa nazionale. Vinse il campionato marocchino per la dodicesima volta nel 1986, anno in cui partecipò per la prima volta alla Coppa dei Campioni d'Africa. Poi divenne la prima squadra marocchina a vincere la Champions League araba nel 1989, anno in cui si aggiudicò anche la Coppa di Marocco.

### Anni novanta: primi successi continentali
Nel 1989-1990 e nel 1990-1991 il club vinse il campionato marocchino, mentre nel 1992 si aggiudicò per la prima volta la prestigiosa Coppa dei Campioni d'Africa (in finale contro i sudanesi dell'Al-Hilal). Alla bacheca aggiunse poi la Supercoppa araba del 1992, vinta prevalendo in un girone con i sauditi dell'Al-Hilal, i marocchini dell'Olympique de Casablanca e gli egiziani dell'Al-Mokawloon), tre titoli nazionali nel 1992-1993, 1996-1997 e 1997-1998 (oltre a due secondi posti), tre Coppe di Marocco (1993-1994, 1996-1997, 1997-1998), due Supercoppe di Marocco (1995 e 1999) e la Coppa dei Campioni afro-asiatica, vinta nel 1993 contro i campioni d'Asia del PAS Teheran.

### Anni duemila
Nel 2000 il Wydad fu insignito del titolo di "club marocchino del XX secolo" dalla FIFA in qualità di squadra marocchina più titolata. Il primo decennio del nuovo millennio vide i diavoli rossi vincere la Coppa delle Coppe d'Africa (2002), una Coppa di Marocco (2000-2001) e un campionato, nel 2005-2006.

### Anni duemiladieci
Campione del Marocco nel 2010, negli anni a venire il Wydad aggiunse tre altri titoli nazionali alla propria bacheca, quelli vinti nel 2014-2015 (con sconfitta in finale di Coppa di Marocco), nel 2016-2017 e nel 2018-2019. A livello internazionale fu finalista perdente della CAF Champions League 2011, vinse la CAF Champions League 2017 e disputò la controversa finale del 2018-2019, terminata con l'assegnazione del titolo a tavolino all'Espérance. L'aspra disputa giudiziaria era nata dopo che i marocchini si erano ritirati nel secondo tempo della finale di ritorno, per protesta contro l'impossibilità del direttore di gara di ricorrere al VAR, inutilizzabile per un problema di natura tecnica.

### Anni duemilaventi
Nel 2019-2020 il Wydad ottenne il secondo posto in campionato, per poi tornare al successo l'anno successivo, bissando, come l'anno prima, il raggiungimento delle semifinali della CAF Champions League. Nel 2021-2022 tornò a vincere la CAF Champions League superando in finale l'Al-Ahly e si riconfermò campione nazionale, mentre l'anno dopo fu sconfitta nella finale della CAF Champions League proprio dagli egiziani. Nel 2023 fu sconfitta nella finale della prima edizione dell'African Football League.

## Connotazione nazionalistica del club
Per la sua storia, il Wydad era l'incarnazione della forza del popolo marocchino contro l'occupazione francese, tanto che, in tutti i campi da calcio del Marocco dove giocasse, la squadra era incoraggiata da migliaia di tifosi. A differenza di altri club come il Racing Casablanca o l'Union Sportive Marocaine (USM), il Wydad era composto dalla maggior parte da calciatori marocchini (10 giocatori marocchini su 11 era il massimo consentito dalla normativa) e in qualche modo era considerato dai sostenitori marocchini una nazionale di calcio: attraverso lo sport e il Wydad, simbolicamente i marocchini potevano sconfiggere l'occupante.
Questa qualità era specifica del Wydad e nessun altro club marocchino prima dell'indipendenza può vantare tale status. Il Wydad era, infatti, il "portabandiera" del Marocco su ogni campo in cui giocasse. In una partita di Coppa del Nordafrica, in Algeria, i giocatori marocchini del Wydad si rifiutarono di disputare la gara perché la bandiera del Marocco non era issata accanto a quella francese: la partita non cominciò fin quando gli organizzatori non decisero di sollevare la bandiera del Marocco accanto a quella tricolore francese. Un aneddoto che dimostra quanto il senso della patria fosse un valore importante per i giocatori del Wydad risale a quegli anni: un giocatore della squadra, Abdeslam, durante il pre-partita di un match urinò in direzione dei musicisti che suonavano la Marsigliese.
Le grandi vittorie del Wydad sulle squadre di proprietà del protettorato francese come l'USM erano vissute come una festa nazionale da tutti i marocchini. Non a caso il principe ereditario al trono del Regno del Marocco, Hassan II, era un noto sostenitore della squadra e non esitava, durante la fine dei primi tempi delle partite, a scendere nello spogliatoio a incoraggiare i giocatori del Wydad, che da lui venivano considerati e chiamati "truppe marocchine".

## Tifoseria

### Storia
La parte nord dello stadio Mohamed V è occupata dagli ultras del Wydad, che si dividono in tre categorie: i membri delle associazioni di tifosi, gli ultras propriamente detti e gli indipendenti (quelli che non appartengono a nessun gruppo di sostenitori).
| Tipo di gruppo         | Nome                              | Data di creazione       |
| ---------------------- | --------------------------------- | ----------------------- |
| Gruppo di ultras       | Ultras Winners 2005               | 13 novembre 2005        |
| Associazione di tifosi | Rouge & Blanc                     | 2000 (sciolto nel 2007) |
| Associazione di tifosi | Al Bayet Al Ahmar                 | 2002                    |
| Associazione di tifosi | Tawasoul                          | 2007                    |
| Associazione di tifosi | Association Anssare Wydad Al Ouma | 2010                    |

### Gemellaggi e rivalità
Il derby di Casablanca oppone i due club più prestigiosi di Casablanca (entrambi mai retrocessi), il Wydad e il Raja Casablanca. Nel computo degli incontri giocati, il Raja Casablanca è in vantaggio per numero di vittorie rispetto al Wydad.

## Strutture

### Stadio
Il Wydad disputa le partite casalinghe allo stadio Mohamed V, inaugurato nel 1955 e dotato di 45 891 posti a sedere. Oggi l'impianto fa parte di un vasto complesso sportivo comprendente un palazzetto da 15 000 posti, un hotel e una piscina olimpionica coperta. Lo stadio è condiviso con il Raja Casablanca.

### Centri di allenamento
Il complesso Hadj Mohamed Benjelloun, inaugurato nel 1982, è intitolato al presidente e fondatore del Wydad e comprende tre campi di calcio, di cui due con manto erboso naturale e uno con manto di erba sintetica, un altro campo di calcio di medie dimensioni e un campo di pallamano e altri sport con tribune che possono ospitare sino a 10 000 spettatori e dotato di spogliatoi.
La scuola calcio "Larbi Ben Barek", intitolata al celebre calciatore marocchino, forma i giovani portieri del Wydad dal 2007.

## Palmarès

### Competizioni nazionali
- Campionato marocchino: 22

1947-1948, 1948-1949, 1949-1950, 1950-1951, 1954-1955, 1956-1957, 1965-1966, 1968-1969, 1975-1976, 1976-1977, 1977-1978, 1985-1986, 1989-1990, 1990-1991, 1992-1993, 2005-2006, 2009-2010, 2014-2015, 2016-2017, 2018-2019, 2020-2021, 2021-2022
- Coppa del Trono: 9

1969-1970, 1977-1978, 1978-1979, 1980-1981, 1988-1989, 1993-1994, 1996-1997, 1997-1998, 2000-2001
- Coppa di Apertura della stagione: 4

1947, 1948, 1949, 1952
- Campionato di Chaouia: 4

1939, 1944, 1945, 1946
- Coppa Élite del Marocco: 4

1945, 1948, 1951, 1955
- Coppa di Casablanca: 2

1947, 1948
- Campionato Promozione - Gruppo centrale: 1

1942
- Campionato marocchino di seconda divisione: 1

1942
- Criterium del Marocco (zona Sud): 1
- 1946

- Coppa dell'indipendenza: 1

1956

### Competizioni internazionali
- Coppa dei Campioni d'Africa/CAF Champions League: 3

1992, 2017, 2021-2022
- Coppa dei Campioni afro-asiatica: 1

1993
- Coppa delle Coppe d'Africa: 1

2002
- Supercoppa d'Africa: 1

2018
- Champions League araba: 1

1989
- Supercoppa araba: 1

1992
- Campionato del Nord Africa: 3

1948, 1949, 1950
- Supercoppa del Nord Africa: 3

1948, 1949, 1950
- Coppa del Nordafrica: 1

1949
- Coppa Mohamed V: 1

1979

### Altri piazzamenti
- Campionato marocchino:

Secondo posto: 1940, 1943, 1946, 1952, 1954, 1958, 1959, 1971-1972, 1979-1980, 1981-1982, 1993-1994, 1996-1997, 1999-2000, 2001-2002, 2015-2016, 2017-2018, 2019-2020, 2022-2023
Terzo posto: 2024-2025
- Coppa di Marocco:

Finalista: 1956-1957, 1957-1958, 1960-1961, 1963-1964, 2002-2003, 2003-2004
Semifinalista: 1973-1974, 1987-1988, 2006-2007, 2011, 2017-2018, 2020-2021
- Supercoppa di Marocco:

Finalista: 1943
- Coppa del Nordafrica:

Finalista: 1951, 1953
- Campionato del Nordafrica:

Secondo posto: 1955
- Coppa delle Coppe d'Africa:

Finalista: 1999
Semifinalista: 2003
- CAF Champions League:

Finalista: 2011, 2018-2019, 2022-2023
Semifinalista: 2016, 2019-2020, 2020-2021
- Coppa delle Coppe d'Africa:

Semifinalista: 1998, 2003
- Coppa CAF:

Finalista: 1999
- Supercoppa CAF:

Finalista: 1993, 2003
- African Football League:

Finalista: 2023
- Champions League araba:

Finalista: 2008-2009
- Coppa dei Campioni del Maghreb:

Semifinalista: 1970

## Organico

### Rosa 2024-2025
| N. |                        | Ruolo | Calciatore               |
| -- | ---------------------- | ----- | ------------------------ |
| 1  | Marocco (bandiera)     | P     | Youssef El Motie         |
| 2  | Marocco (bandiera)     | D     | Mohamed Moufid           |
| 4  | Sudafrica (bandiera)   | A     | Thembinkosi Lorch        |
| 5  | Marocco (bandiera)     | C     | Ismail Moutaraji         |
| 7  | Martinica (bandiera)   | C     | Mickaël Malsa            |
| 8  | Paesi Bassi (bandiera) | A     | Mohamed Rayhi            |
| 9  | Ghana (bandiera)       | A     | Samuel Obeng             |
| 10 | Brasile (bandiera)     | C     | Arthur                   |
| 11 | Marocco (bandiera)     | A     | Nordin Amrabat           |
| 12 | Marocco (bandiera)     | P     | Mehdi Benabid            |
| 14 | Marocco (bandiera)     | D     | Abdelmounaim Boutouil    |
| 16 | Marocco (bandiera)     | D     | Jamal Harkass (capitano) |
| 17 | Marocco (bandiera)     | A     | Zakaria Fathi            |
| 18 | Marocco (bandiera)     | D     | Fahd Moufi               |
| 19 | Marocco (bandiera)     | C     | El Mehdi El Moubarik     |

| N. |                         | Ruolo | Calciatore         |
| -- | ----------------------- | ----- | ------------------ |
| 21 | Sudafrica (bandiera)    | A     | Cassius Mailula    |
| 22 | Paesi Bassi (bandiera)  | D     | Bart Meijers       |
| 23 | Marocco (bandiera)      | C     | Oussama Zemraoui   |
| 24 | Marocco (bandiera)      | D     | Ayoub Boucheta     |
| 25 | Burkina Faso (bandiera) | C     | Stephane Aziz Ki   |
| 26 | Tanzania (bandiera)     | A     | Selemani Mwalimu   |
| 27 | Marocco (bandiera)      | C     | Ismael Benktib     |
| 29 | Marocco (bandiera)      | A     | Hamza Hannouri     |
| 33 | Brasile (bandiera)      | C     | Pedrinho           |
| 34 | Marocco (bandiera)      | C     | Yassine Bennani    |
| 36 | Marocco (bandiera)      | P     | Omar Aqzdaou       |
| 44 | Marocco (bandiera)      | C     | Rayane Mahtou      |
| 72 | Brasile (bandiera)      | D     | Guilherme Ferreira |
| 99 | Siria (bandiera)        | A     | Omar Al Soma       |

### Rosa 2022-2023
| N. |                    | Ruolo | Calciatore               |
| -- | ------------------ | ----- | ------------------------ |
| 1  | Marocco (bandiera) | P     | Yanis Henin              |
| 2  | Marocco (bandiera) | C     | Ismail Moutaraji         |
| 3  | Algeria (bandiera) | D     | Houcine Benayada         |
| 5  | Marocco (bandiera) | C     | Yahya Jabrane (capitano) |
| 6  | Marocco (bandiera) | C     | Jalal Daoudi             |
| 7  | Marocco (bandiera) | C     | Zouhair El Moutaraji     |
| 8  | Marocco (bandiera) | C     | Reda Jaadi               |
| 9  | Camerun (bandiera) | A     | Didier Lamkel Zé         |
| 10 | Marocco (bandiera) | C     | Ayman El Hassouni        |
| 11 | Marocco (bandiera) | A     | Mohamed Ounajem          |
| 13 | Marocco (bandiera) | C     | Abdellah Haimoud         |
| 14 | Marocco (bandiera) | D     | Yahia Attiyat Allah      |
| 17 | Marocco (bandiera) | A     | Badie Aouk               |
| 19 | Marocco (bandiera) | A     | Montasser Lahtimi        |

| N. |                         | Ruolo | Calciatore           |
| -- | ----------------------- | ----- | -------------------- |
| 20 | Senegal (bandiera)      | A     | Bouly Sambou         |
| 21 | Marocco (bandiera)      | C     | Houmam Baaouch       |
| 22 | Marocco (bandiera)      | D     | Ayoub El Amloud      |
| 23 | Marocco (bandiera)      | D     | Hicham Boussefiane   |
| 25 | Marocco (bandiera)      | D     | Amine Farhane        |
| 26 | Marocco (bandiera)      | P     | Ahmed Reda Tagnaouti |
| 28 | Libia (bandiera)        | A     | Muaid Ellafi         |
| 30 | Marocco (bandiera)      | A     | Saifeddine Bouhra    |
| 31 | Marocco (bandiera)      | C     | Hamza Ait Allal      |
| 32 | Marocco (bandiera)      | P     | Youssef El Motie     |
| 33 | Marocco (bandiera)      | A     | Hamid Ahadad         |
| 35 | RD del Congo (bandiera) | D     | Arsène Zola          |
|    | Marocco (bandiera)      | D     | Sami El Anabi        |

## Allenatori
- Père Jégo
- Salaheddine Faraj
- Btache
- Sebastien Youri
- Mohamed Massoum (1952–1960), (1962-1966), (1968-1969)
- Jean Vincent (1985-1986)
- Zaki Badou (1995-1996)
- Marcel Husson (1996-1997)
- Alexandru Moldovan (1997-1998)
- Zaki Badou (1998-2000)
- Ladislas Lozano (1º luglio 2001-20 marzo 2002)
- Oscar Fulloné (2002-2003)
- Michel Decastel (1º luglio 2003-30 giugno 2004)
- Jacky Bonnevay (1º luglio 2004-1º aprile 2005)
- José Romão (2005-06)
- Ladislas Lozano (15 febbraio 2007-30 aprile 2007)
- Nelo Vingada (2007)
- Plamen Markov (1º luglio 2007-11 gennaio 2008)
- Jean-Michel Cavalli (12 dicembre 2007-10 febbraio 2008)
- Oscar Fulloné (marzo 2008-giugno 2008)
- Zaki Badou (26 giugno 2008-23 aprile 2010)
- Fakhreddine Rajhi (maggio 2010)

- Dutra (2010)
- Diego Garzitto (ottobre 2010-gennaio 2011)
- Fakhreddine Rajhi (2011)
- Michel Decastel (20 giugno 2011-5 gennaio 2012)
- Benito Floro (1º gennaio 2012-20 settembre 2012)
- Zaki Badou (7 ottobre 2012-2 giugno 2013)
- Abderrahim Talib (18 giugno 2013-24 dicembre 2013)
- John Toshack (giugno 2014-ottobre 2016)
- Sébastien Desabre (ottobre 2016-gennaio 2017)
- Houssain Ammouta (gennaio 2017-gennaio 2018)
- Faouzi Benzarti (gennaio 2018-luglio 2018)
- Abdelhadi Sektioui (gennaio 2018-dicembre 2018)
- Faouzi Benzarti (dicembre 2018-luglio 2019)
- Zoran Manojlović (luglio 2019-2020)
- Sébastien Desabre (gennaio 2020-febbraio 2020)
- Juan Carlos Garrido (febbraio 2020-settembre 2020)
- Miguel Ángel Gamondi (settembre 2020-novembre 2020)
- Faouzi Benzarti (novembre 2020-agosto 2021)
- Hoalid Regragui (agosto 2021-agosto 2022)
- Hussein Ammouta (agosto 2022-dicembre 2022)
- Mehdi Nafti (gennaio 2023-febbraio 2023)
- Juan Carlos Garrido (febbraio 2023-maggio 2023)
- Sven Vandenbroeck (maggio 2023-luglio 2023)
- Adil Ramzi (luglio 2023-dicembre 2023)
- Faouzi Benzarti (dicembre 2023-febbraio 2024)
- Aziz Ben Askar (aprile 2024-luglio 2024)
- Rhulani Mokwena (luglio 2024-maggio 2025)
- Mohamed Amine Benhachem (maggio 2025-)

## Presidenti
- Mohamed Benjelloun (1939-1942)
- Abdelkader Benjelloun (1943-1944)
- Abdellatif Alami (1944-1945)
- Mohamed Belahssan Benjelloun (1945-1948)
- Abderrahmane Slaoui (1948-1949)
- Abderrahmane El-Khatib (1949-1956)
- Azzedine Benjelloun (1956-1962)
- Nacer Laraki (1962-1963)
- Hassan El-Joundi (1963-1965)
- Ahmed Lahrizi (1965-1971)

- Abderrazak Lahlou (1971-1972)
- Abderrazak Mekouar (1972-1996)
- Boubker Jdahim (1996-1997)
- Abdelmalik Sentissi (1997-1999)
- Nasserdine Doublali (1999-2003)
- Abdelilah El-Manjra (2003-2005)
- Taïb El-Fechtali (2005-2007)
- Abdelillah El-Akram (2007-2014)
- Said Naciri (2014-2024)
- Abdelmajid Bernaki (2024-2024)
- Hicham Ait Menna (2024-presente)

## Sponsor
- Macron
- Opel
- Panasonic